# Ganbare Goemon: Hoshizorashi Dynamites Arawaru!!
Ganbare Goemon: Seikuushi Dynamites Arawaru!! (がんばれゴエモン〜星空士ダイナマイッツあらわる!!〜?) es un videojuego de acción-aventura de la saga Ganbare Goemon publicado para Game Boy Color el 21 de diciembre de 2000.